# Élections régionales de 2015 à Marrakech-Safi

Carte de la région.

Les élections régionales à Marrakech-Safi se déroulent le 4 septembre 2015.

## Résultats

### Global
|                          | Ahmed Touizi             | PAM                      | 294 180   | 28,24 | 25 |  |  |
|                          | Mohamed Larbi Belcaid    | PJD                      | 245 387   | 19,99 | 16 |  |  |
|                          | Ali Ben Abderrazak       | PI                       | 135 149   | 12,97 | 11 |  |  |
|                          | Abdelaziz Banine         | RNI                      | 111 272   | 10,68 | 10 |  |  |
|                          | Rachid Ben Derouiche     | MP                       | 82 729    | 7,94  | 5  |  |  |
|                          | Tarik Outoukart          | UC                       | 61 390    | 5,89  | 3  |  |  |
|                          | Mohamed Malal            | USFP                     | 61 152    | 5,87  | 3  |  |  |
|                          | Said Idbali              | PPS                      | 53 376    | 5,12  | 2  |  |  |
|                          |                          |                          |           |       |    |  |  |
| Total                    | Total                    | Total                    | 1 789 131 | 100   | 75 |  |  |
| Abstentions              | Abstentions              | Abstentions              | 747 320   | 41,77 |    |  |  |
| Inscrits / Participation | Inscrits / Participation | Inscrits / Participation | 1 041 811 | 58,23 |    |  |  |

### Par préfecture et province

#### Al Haouz
| Parti       | Parti                                         | Suffrage | Suffrage | Sièges | Sièges |
| Parti       | Parti                                         | #        | %        | #      | %      |
| ----------- | --------------------------------------------- | -------- | -------- | ------ | ------ |
|             | Parti authenticité et modernité (PAM)         | 59 609   | 41,10    | 5      | 50,00  |
|             | Parti de la justice et du développement (PJD) | 31 613   | 21,80    | 2      | 20,00  |
|             | Parti de l'Istiqlal (PI)                      | 19 172   | 13,22    | 2      | 20,00  |
|             | Union constitutionnelle (UC)                  | 17 257   | 11,97    | 1      | 10,00  |
|             | Mouvement populaire (MP)                      | 8 382    | 5,78     |        |        |
|             | Parti du progrès et du socialisme (PPS)       | 4 865    | 3,35     |        |        |
|             | Union socialiste des forces populaires (USFP) | 4 048    | 2,79     |        |        |
|             |                                               |          |          |        |        |
| Inscrits    | Inscrits                                      | 220 234  | 100,00   |        |        |
| Abstentions | Abstentions                                   | 75 188   | 34,14    |        |        |
| Exprimés    | Exprimés                                      | 145 046  | 65,86    |        |        |

#### Chichaoua
| Parti       | Parti                                         | Suffrage | Suffrage | Sièges | Sièges |
| Parti       | Parti                                         | #        | %        | #      | %      |
| ----------- | --------------------------------------------- | -------- | -------- | ------ | ------ |
|             | Parti authenticité et modernité (PAM)         | 34 403   | 29,20    | 3      | 37,50  |
|             | Parti de l'Istiqlal (PI)                      | 20 494   | 17,39    | 2      | 25,00  |
|             | Parti de la justice et du développement (PJD) | 16 396   | 13,91    | 2      | 25,00  |
|             | Rassemblement national des indépendants (RNI) | 13 154   | 11,16    | 1      | 12,50  |
|             | Mouvement populaire (MP)                      | 12 460   | 10,57    |        |        |
|             | Union constitutionnelle (UC)                  | 7 827    | 6,64     |        |        |
|             | Parti du progrès et du socialisme (PPS)       | 5 702    | 4,84     |        |        |
|             | Union socialiste des forces populaires (USFP) | 4 517    | 3,83     |        |        |
|             | Front des forces démocratiques (FFD)          | 2 774    | 2,35     |        |        |
|             | Parti socialiste démocratique (PSD)           | 109      | 0,09     |        |        |
|             |                                               |          |          |        |        |
| Inscrits    | Inscrits                                      | 166 741  | 100,00   |        |        |
| Abstentions | Abstentions                                   | 48 905   | 29,33    |        |        |
| Exprimés    | Exprimés                                      | 117 836  | 70,67    |        |        |

#### El Kelâa des Sraghna
| Parti       | Parti                                         | Suffrage | Suffrage | Sièges | Sièges |
| Parti       | Parti                                         | #        | %        | #      | %      |
| ----------- | --------------------------------------------- | -------- | -------- | ------ | ------ |
|             | Parti authenticité et modernité (PAM)         | 48 000   | 34,03    | 4      | 40,00  |
|             | Parti de la justice et du développement (PJD) | 22 160   | 15,71    | 2      | 20,00  |
|             | Rassemblement national des indépendants (RNI) | 18 568   | 13,16    | 2      | 20,00  |
|             | Parti de l'Istiqlal (PI)                      | 14 721   | 10,44    | 1      | 10,00  |
|             | Mouvement populaire (MP)                      | 11 428   | 8,10     | 1      | 10,00  |
|             | Union socialiste des forces populaires (USFP) | 6 269    | 4,44     |        |        |
|             | Union constitutionnelle (UC)                  | 5 866    | 4,16     |        |        |
|             | Parti du progrès et du socialisme (PPS)       | 5 161    | 3,66     |        |        |
|             | Fédération de la gauche démocratique (FGD)    | 4 114    | 2,92     |        |        |
|             | Front des forces démocratiques (FFD)          | 3 874    | 2,75     |        |        |
|             | Parti socialiste démocratique (PSD)           | 564      | 0,40     |        |        |
|             | Mouvement démocratique et social (MDS)        | 329      | 0,23     |        |        |
|             |                                               |          |          |        |        |
| Inscrits    | Inscrits                                      | 221 678  | 100,00   |        |        |
| Abstentions | Abstentions                                   | 80 624   | 36,37    |        |        |
| Exprimés    | Exprimés                                      | 141 054  | 63,63    |        |        |

#### Essaouira
| Parti       | Parti                                         | Suffrage | Suffrage | Sièges | Sièges |
| Parti       | Parti                                         | #        | %        | #      | %      |
| ----------- | --------------------------------------------- | -------- | -------- | ------ | ------ |
|             | Union socialiste des forces populaires (USFP) | 27 813   | 20,95    | 2      | 22,22  |
|             | Rassemblement national des indépendants (RNI) | 23 388   | 17,61    | 2      | 22,22  |
|             | Parti authenticité et modernité (PAM)         | 18 607   | 14,01    | 2      | 22,22  |
|             | Parti de l'Istiqlal (PI)                      | 18 386   | 13,85    | 1      | 11,11  |
|             | Parti de la justice et du développement (PJD) | 16 780   | 12,64    | 1      | 11,11  |
|             | Parti du progrès et du socialisme (PPS)       | 13 086   | 9,86     | 1      | 11,11  |
|             | Mouvement populaire (MP)                      | 11 769   | 8,86     |        |        |
|             | Parti de la renaissance (PAN)                 | 1 096    | 0,83     |        |        |
|             | Fédération de la gauche démocratique (FGD)    | 816      | 0,61     |        |        |
|             | Parti socialiste démocratique (PSD)           | 600      | 0,45     |        |        |
|             | Parti Al Ahd Addimocrati (AHD)                | 436      | 0,33     |        |        |
|             |                                               |          |          |        |        |
| Inscrits    | Inscrits                                      | 204 364  | 100,00   |        |        |
| Abstentions | Abstentions                                   | 71 587   | 34,54    |        |        |
| Exprimés    | Exprimés                                      | 132 777  | 65,46    |        |        |

#### Marrakech
| Parti       | Parti                                         | Suffrage | Suffrage | Sièges | Sièges |
| Parti       | Parti                                         | #        | %        | #      | %      |
| ----------- | --------------------------------------------- | -------- | -------- | ------ | ------ |
|             | Parti de la justice et du développement (PJD) | 71 800   | 32,33    | 6      | 42,86  |
|             | Parti authenticité et modernité (PAM)         | 47 924   | 21,58    | 3      | 21,43  |
|             | Rassemblement national des indépendants (RNI) | 31 169   | 14,04    | 3      | 21,43  |
|             | Mouvement populaire (MP)                      | 24 352   | 10,97    | 2      | 14,29  |
|             | Parti de l'Istiqlal (PI)                      | 12 693   | 5,72     |        |        |
|             | Union constitutionnelle (UC)                  | 10 280   | 4,63     |        |        |
|             | Parti du progrès et du socialisme (PPS)       | 6 009    | 2,71     |        |        |
|             | Union socialiste des forces populaires (USFP) | 5 095    | 2,29     |        |        |
|             | Front des forces démocratiques (FFD)          | 4 821    | 2,17     |        |        |
|             | Mouvement démocratique et social (MDS)        | 2 493    | 1,12     |        |        |
|             | Fédération de la gauche démocratique (FGD)    | 2 036    | 0,92     |        |        |
|             | Parti des Néo-Démocrates (PND)                | 1 692    | 0,76     |        |        |
|             | Parti démocrate national (PDN)                | 743      | 0,33     |        |        |
|             | Parti du centre social (PCS)                  | 555      | 0,25     |        |        |
|             | Parti de la renaissance (PAN)                 | 406      | 0,18     |        |        |
|             |                                               |          |          |        |        |
| Inscrits    | Inscrits                                      | 455 524  | 100,00   |        |        |
| Abstentions | Abstentions                                   | 233 456  | 51,25    |        |        |
| Exprimés    | Exprimés                                      | 222 068  | 48,75    |        |        |

#### Rehamna
| Parti       | Parti                                         | Suffrage | Suffrage | Sièges | Sièges |
| Parti       | Parti                                         | #        | %        | #      | %      |
| ----------- | --------------------------------------------- | -------- | -------- | ------ | ------ |
|             | Parti authenticité et modernité (PAM)         | 18 607   | 51,78    | 4      | 57,14  |
|             | Rassemblement national des indépendants (RNI) | 23 388   | 16,46    | 2      | 28,57  |
|             | Parti de l'Istiqlal (PI)                      | 11 100   | 14,48    | 1      | 14,29  |
|             | Parti de la justice et du développement (PJD) | 10 741   | 14,02    |        |        |
|             | Union constitutionnelle (UC)                  | 959      | 1,25     |        |        |
|             | Fédération de la gauche démocratique (FGD)    | 947      | 1,24     |        |        |
|             | Union socialiste des forces populaires (USFP) | 598      | 0,78     |        |        |
|             |                                               |          |          |        |        |
| Inscrits    | Inscrits                                      | 121 841  | 100,00   |        |        |
| Abstentions | Abstentions                                   | 45 203   | 37,10    |        |        |
| Exprimés    | Exprimés                                      | 76 638   | 62,90    |        |        |

#### Safi
| Parti       | Parti                                                       | Suffrage | Suffrage | Sièges | Sièges |
| Parti       | Parti                                                       | #        | %        | #      | %      |
| ----------- | ----------------------------------------------------------- | -------- | -------- | ------ | ------ |
|             | Parti de la justice et du développement (PJD)               | 30 920   | 21,34    | 3      | 27,27  |
|             | Parti authenticité et modernité (PAM)                       | 28 910   | 19,95    | 2      | 18,18  |
|             | Parti de l'Istiqlal (PI)                                    | 28 308   | 19,54    | 2      | 18,18  |
|             | Mouvement populaire (MP)                                    | 11 101   | 7,66     | 2      | 18,18  |
|             | Union socialiste des forces populaires (USFP)               | 10 735   | 7,41     | 1      | 9,09   |
|             | Union constitutionnelle (UC)                                | 10 682   | 7,37     | 1      | 9,09   |
|             | Parti du progrès et du socialisme (PPS)                     | 10 418   | 7,19     |        |        |
|             | Rassemblement national des indépendants (RNI)               | 7 880    | 5,44     |        |        |
|             | Parti de l'environnement et du développement durable (PEDD) | 2 155    | 1,49     |        |        |
|             | Fédération de la gauche démocratique (FGD)                  | 1 841    | 1,27     |        |        |
|             | Front des forces démocratiques (FFD)                        | 1 499    | 1,03     |        |        |
|             | Parti socialiste démocratique (PSD)                         | 443      | 0,31     |        |        |
|             |                                                             |          |          |        |        |
| Inscrits    | Inscrits                                                    | 290 539  | 100,00   |        |        |
| Abstentions | Abstentions                                                 | 145 647  | 50,13    |        |        |
| Exprimés    | Exprimés                                                    | 144 892  | 49,87    |        |        |

#### Youssoufia
| Parti       | Parti                                         | Suffrage | Suffrage | Sièges | Sièges |
| Parti       | Parti                                         | #        | %        | #      | %      |
| ----------- | --------------------------------------------- | -------- | -------- | ------ | ------ |
|             | Parti authenticité et modernité (PAM)         | 17 047   | 27,72    | 2      | 33,33  |
|             | Parti de l'Istiqlal (PI)                      | 10 275   | 16,71    | 2      | 33,33  |
|             | Union constitutionnelle (UC)                  | 8 419    | 13,69    | 1      | 16,67  |
|             | Parti du progrès et du socialisme (PPS)       | 8 135    | 13,23    | 1      | 16,67  |
|             | Parti de la justice et du développement (PJD) | 7 810    | 12,70    |        |        |
|             | Rassemblement national des indépendants (RNI) | 4 500    | 7,32     |        |        |
|             | Mouvement populaire (MP)                      | 3 237    | 5,26     |        |        |
|             | Union socialiste des forces populaires (USFP) | 2 077    | 3,38     |        |        |
|             |                                               |          |          |        |        |
| Inscrits    | Inscrits                                      | 106 034  | 100,00   |        |        |
| Abstentions | Abstentions                                   | 44 534   | 42,00    |        |        |
| Exprimés    | Exprimés                                      | 61 500   | 58,00    |        |        |

### Répartition des sièges
| Parti | Parti | Safi | Al Haouz | Rehamna | Essaouira | Youssoufia | Chichaoua | El Kelâa des Sraghna | Marrakech | Total |
| ----- | ----- | ---- | -------- | ------- | --------- | ---------- | --------- | -------------------- | --------- | ----- |
|       | PAM   | 2    | 5        | 4       | 2         | 2          | 3         | 4                    | 3         | 25    |
|       | PJD   | 3    | 2        |         | 1         |            | 2         | 2                    | 6         | 16    |
|       | PI    | 2    | 2        | 1       | 1         | 2          | 2         | 1                    |           | 11    |
|       | RNI   |      |          | 2       | 2         |            | 1         | 2                    | 3         | 10    |
|       | MP    | 2    |          |         |           |            |           | 1                    | 2         | 5     |
|       | UC    | 1    | 1        |         |           | 1          |           |                      |           | 3     |
|       | USFP  | 1    |          |         | 2         |            |           |                      |           | 3     |
|       | PPS   |      |          |         | 1         | 1          |           |                      |           | 2     |